# Cristobalita
La cristobalita és un mineral de la classe dels òxids, polimorf del quars, la stishovita, la tridimita i la coesita. La cristobalita és estable a temperatures superiors als 1470 °C; tot i això es pot formar a temperatures més baixes en condicions de metaestabilitat. Es pot formar com a mineral secundari de roques volcàniques com per exemple en processos de desvitrificació. També es forma com a mineral magmàtic. Sol trobar-se com a constituent de l'òpal.
El seu nom prové del Cerro San Cristóbal a Pachuca, Hidalgo, Mèxic, lloc on va ser descobert l'any 1887.

## Galeria

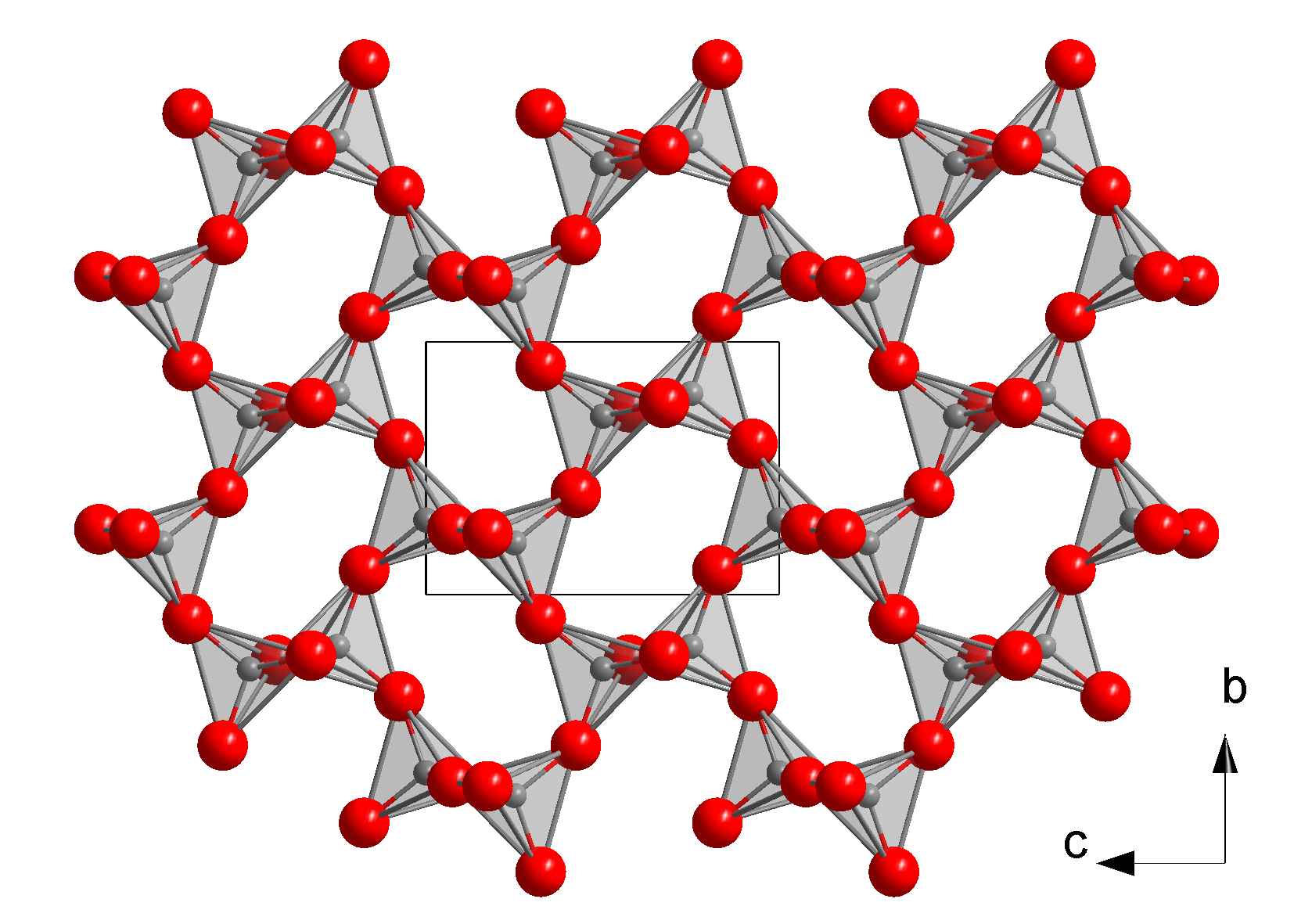
Estructura de la α-cristobalita
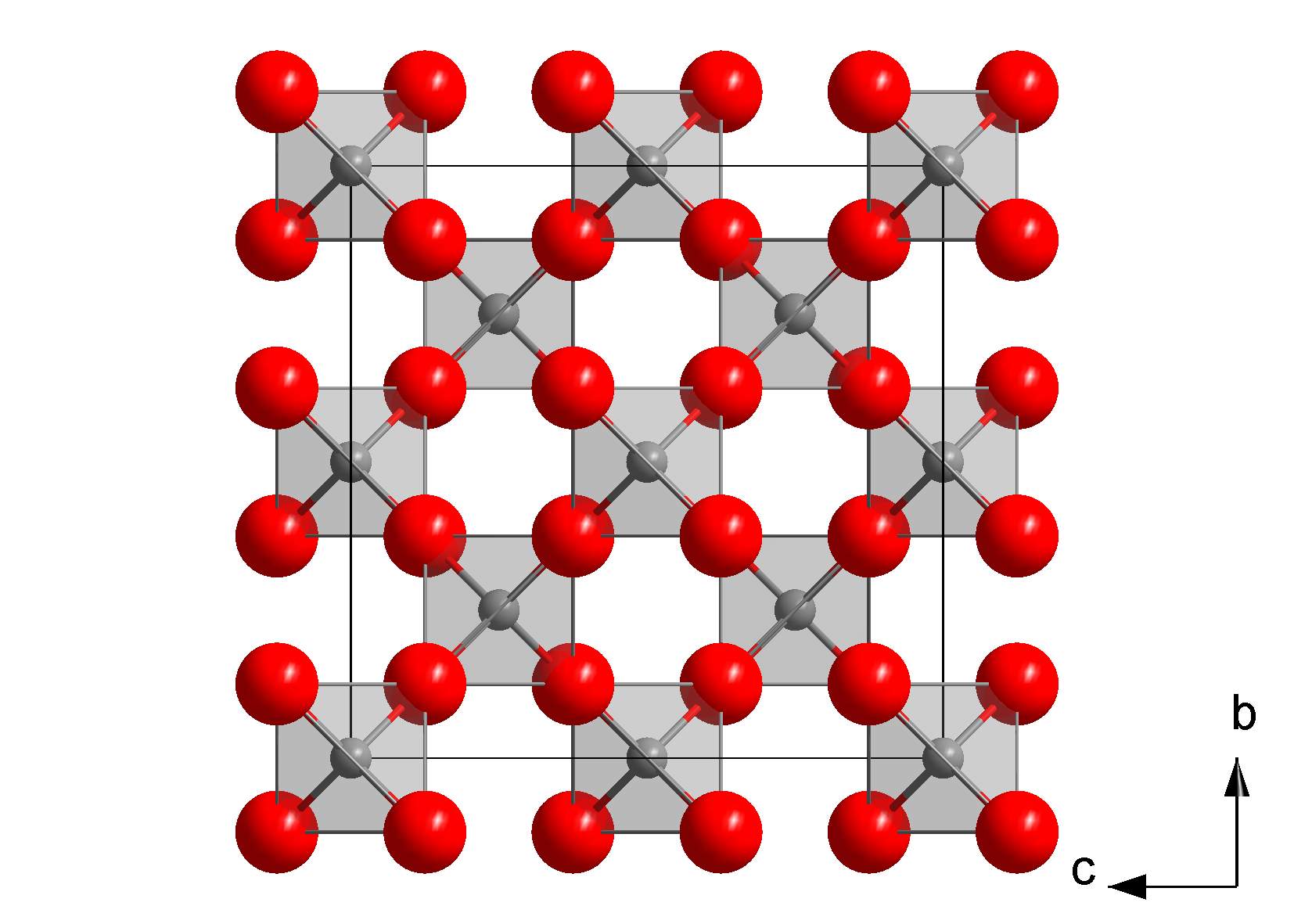
Estructura de la β-cristobalita
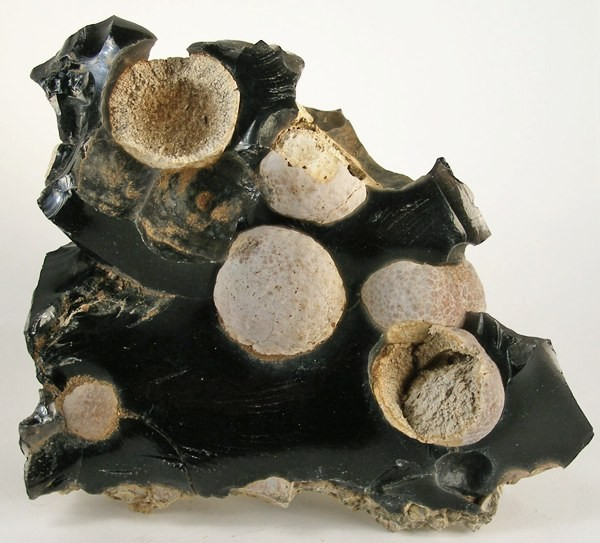
Cristobalita en esferulits
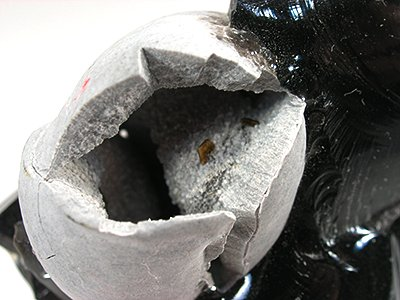
Cristobalita en esferulit
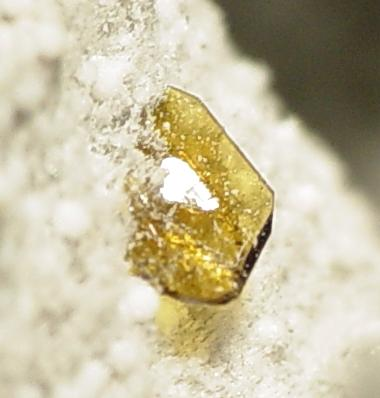
Cristobalita (blanc) amb faialita (groc)